# Dolophilodes flavipunctatus
Dolophilodes flavipunctatus är en nattsländeart som först beskrevs av Schmid 1955.  Dolophilodes flavipunctatus ingår i släktet Dolophilodes och familjen stengömmenattsländor. Inga underarter finns listade i Catalogue of Life.